# 夊部
夊部（すいぶ）は、漢字を部首により分類したグループの一つ。
康熙字典214部首では35番目に置かれる（3画の6番目）。

## 概要
夊部には「夊」を筆画の一部として持つ漢字を分類している。
単独の「夊」字は、足を象る「止」の上下を転倒させたもので、こちらにやってくるさまを描いた象形文字である。『説文解字』によると「歩みが遅い」という意味であり、人の両脚「ク」に「乀」が入り、引きずるものがあるさまを描いているとするが、誤った分析である。
「夂」と異なり右払いの先頭が突き出た字形となっているが、起源は同じで、「夂」は文字の上部に置かれた際の形、「夊」は下部（脚や繞）に置かれた際の形である。なお日本の新字体、中国の新字形（印刷字体を整理したもの。簡化字のみならず繁体字にも及ぶ）においては「夊」の字形を「夂」に統合している。夊部以外の「愛」や「憂」などもこれに従う。そのため現代の中国の簡体字の部首分類法では、夊部は夂部に統合されており、日本の漢和辞典でもそうしている場合がある。
この部首は日本語では「すいにょう」と呼ばれることがあるが、実際に繞の位置に来る漢字は、夊部を夂部と統合した上で「処」（虍部に属する處の新字体）をそこに収めている辞書の場合にそれが唯一日常的に用いられる漢字として該当する程度で、「処」は几部に所属させる場合もあり、あとはUnicodeを見ても夊部には該当漢字がなく、夂部でも「处」（處の簡体字）や、拡張Fの「𭐞」、拡張Hの「𱘣」といった拡張領域の古壮字ぐらいしかない。

## 部首の通称
- 日本：すいにょう・すいにゅう・なつあし（「夏」字の脚から）
- 中国：折文
- 韓国：천천히걸을쇠발부（cheoncheonhi georeul soe bal bu、ゆっくり歩く夊の脚の部）
- 英米：Radical go slowly

## 部首字
夊
- 広韻 - 息遺切
- 詩韻 - 脂韻、平声
- 三十六字母 - 心母
- 日本語 - 音：スイ（漢音）
- 中国語 - ピンイン：suī 注音：ㄙㄨㄟ ウェード式：sui 1
- 朝鮮語 - 訓音：천천히걸을（cheoncheonhi georeul、ゆっくり歩く） 쇠(soe)

甲骨文
小篆

## 例字
- 6:変（變→言部16）、7:夏、11:夐
  - 処→几部